# Terra Indígena Potiguara
A Terra Indígena Potiguara é um território indígena brasileiro localizado no litoral norte do estado da Paraíba, entre os municípios de Baía da Traição, Marcação e Rio Tinto. Tal área indígena corresponde, grosso modo, às terras da antiga sesmaria do aldeamento carmelita de São Miguel da Baía da Traição, em cuja missão foram catequizados índios de língua tupi, conhecidos como potiguaras.
O processo de demarcação ocorreu entre os anos de 1978 e 1983, quando, após diversas mobilizações indígenas e conflitos com posseiros, o exército demarcou uma área de 20 mil hectares para o grupo.

## Aldeias
- Acajutibiró
- Bento
- Brejinho
- Camurupim
- Carneira
- Cumaru
- Estiva Velha
- Forte
- Alto do Tambar
- Jacaré de César
- Laranjeiras
- Santa Rita
- São Francisco
- São Miguel
- Silva da Estrada
- Silva do Belém
- Ybykuara
- Os Candidos
- Grupiuna
- Jacaré de São Domingos
- Tramataia
- Benfica
- Lagoa Grande
- Três Rios
- Val
- Cooquerinho
- Montemor
- Lagoa do Mato
- Mata Escura
- Caeira
- Jaraguá